# 東紋
東紋（とうもん）は日本の都道府県の一つ、北海道のオホーツク総合振興局（旧網走支庁）管内における地域区分とされるが、実際には「遠軽地区・地域」などの分類が一般的で、「東紋」が用いられることは極めてまれである。

## 概要
紋別市および紋別郡の5町1村を分ける場合、北部の紋別市と紋別郡の滝上町・興部町・雄武町・西興部村3町1村が西紋（にしもん）と呼ばれる一方、遠軽町・湧別町の2町に行政・経済圏が重なる常呂郡佐呂間町の3町地域を「東紋」と呼ぶケースが農業関係の地域区分において見られる。
明治期に当地方の開拓拠点となった湧別川河口の湧別海岸は紋別よりも東に位置していたが、西方の内陸部に向けて開拓が進んだ結果、現在の3町町域は地理的に西紋の南方に位置する形となった。このため合併前の7町村（遠軽町・生田原町・丸瀬布町・白滝村・湧別町・上湧別町・佐呂間町）および現在の3町で一般に「東紋」が用いられるケースは見られない。
3町地域を所管する国や道の地方機関においても、かつて存在した道の東紋東部、東紋西部の両農業改良普及所（現・網走農業改良普及センター遠軽支所）で使用例があったが、現在「東紋」の名称を用いた組織は存在しない。
またオホーツク管内を東から網走地方・北見地方・紋別地方に三分する場合、紋別市と紋別郡は全域が紋別地方に含まれるが、現在の地元官公庁や民間企業・団体では通常、佐呂間町を含めて遠紋（えんもん）と分類する。